# Jean-Claude Robillard
Pour les articles homonymes, voir Robillard.
Jean-Claude Robillard est un acteur québécois connu pour avoir interprété la voix du personnage de Grand-Papa Bi dans l'émission télévisée pour enfants Passe-Partout. Il est mort à Montréal le 23 avril 2015, à l'âge de 81 ans.
Il est le père de l'autrice d'heroic fantasy Anne Robillard.

## Filmographie
- 1949 : Le Gros Bill : Rosaire
- 1957 : Le Survenant Joinville Provençal
- 1957 : Au chenal du moine (série TV) : Joinville Provençal
- 1959 : Il était une guerre
- 1977 : Passe-Partout (série TV) : Grand-Papa Bi (voix)
- 1982 : Scandale : Monsieur Drummondville
- 1989 : Cormoran : Barman
- 1994 : Les grands procès (TV) : Juge Stein